# Husky do Alasca

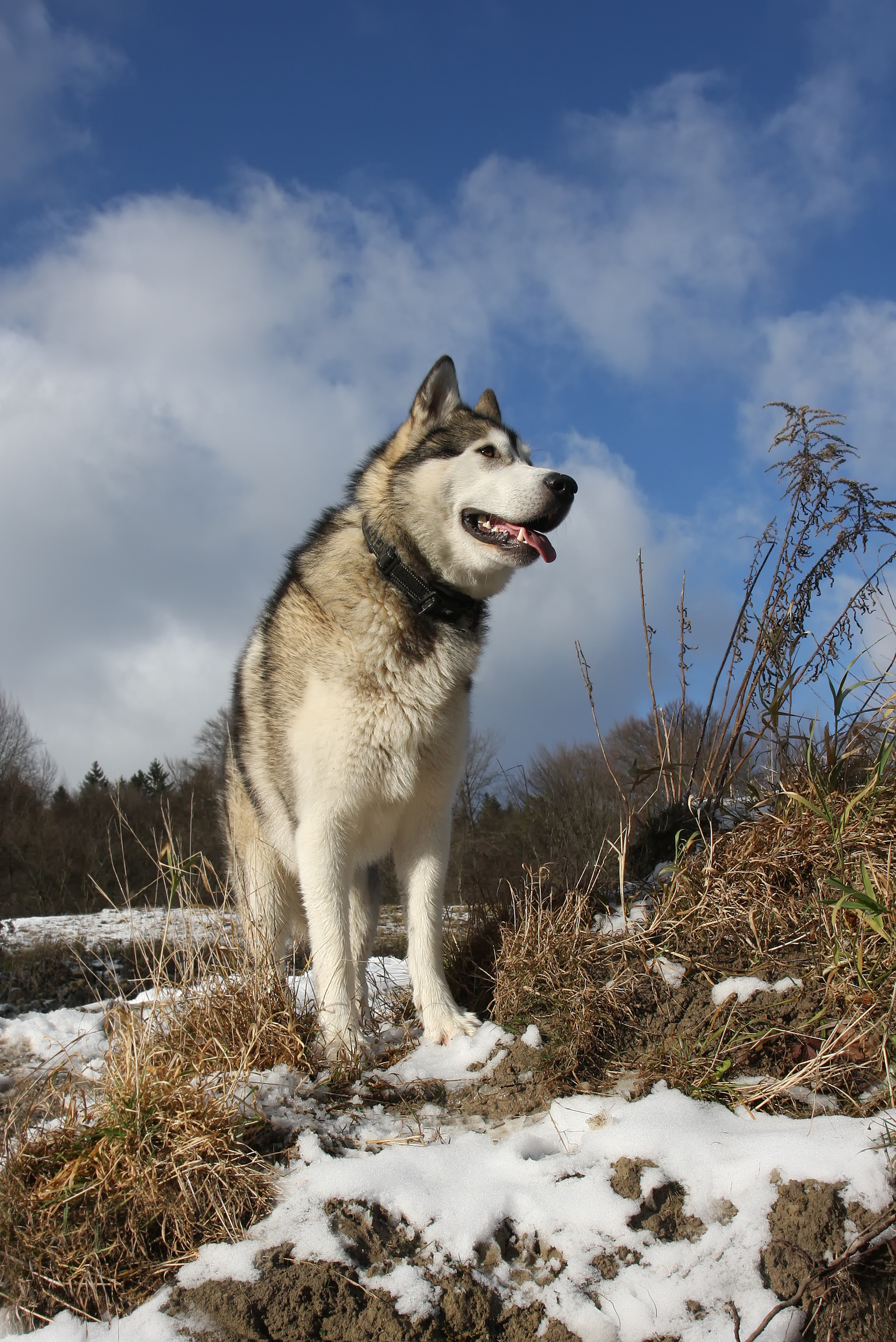
Husky do alasca, cruzamento entre Husky com malamute do alasca.

Husky do alasca ou Huskamute, é um cão de trenó mestiço, do cruzamento entre Husky com malamute do alasca, desenvolvida especificamente para seu desempenho como tal.
Os huskies do Alasca são o tipo de cão mais comumente usado em corridas de trenós competitivas, tanto em corridas de curta distância quanto em corridas de expedição de longa distância, como a Iditarod Trail Sled Dog Race, a Yukon Quest,  e a Finnmarkslopet.